# Tágides
Las tágides son las ninfas del río Tejo (en latín, Tagus, el Tajo) a quien Camões pide inspiración para componer su obra Os Lusíadas. Son una adaptación de las nereidas de la mitología greco-romana, las ninfas que viven en los mares y en los ríos. (en la obra, estas eran las musas que inspiraban al autor para relatar los hechos grandiosos "nunca antes vistos", o sea, los hechos de los "filhos dos lusitanos" (refiriéndose así a los hechos de los portugueses). Estas habitan en el río Tejo que desagua en Lisboa, Portugal. La palabra fue creada por André de Resende, en una anotación a su poema Vicentius (1545). El poema sobre la muerte de D. Beatriz de Sabóia, en el que André de Resende usaría por primera vez el vocablo Tágides, se encuentra en paradero desconocido.
En su poema épico Os Lusíadas, Camões les ruega que, como musas, lo inspiren y que le ayuden a cantar (Dai-me uma fúria grande y sonorosa... de tuba canora) los hechos del pueblo portugués. Podemos observarlo en el Canto I, en las estrofas 4 y 5.

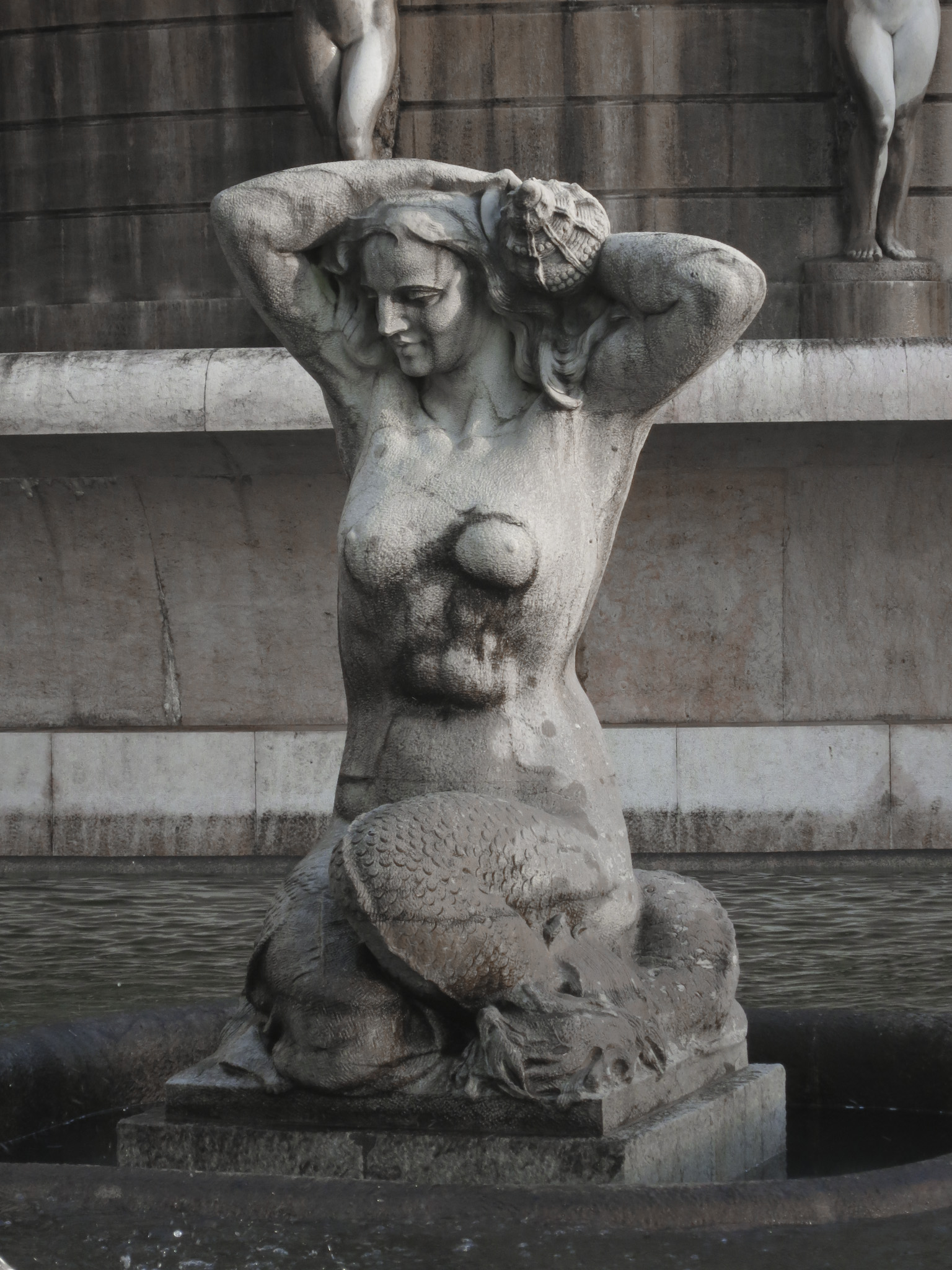
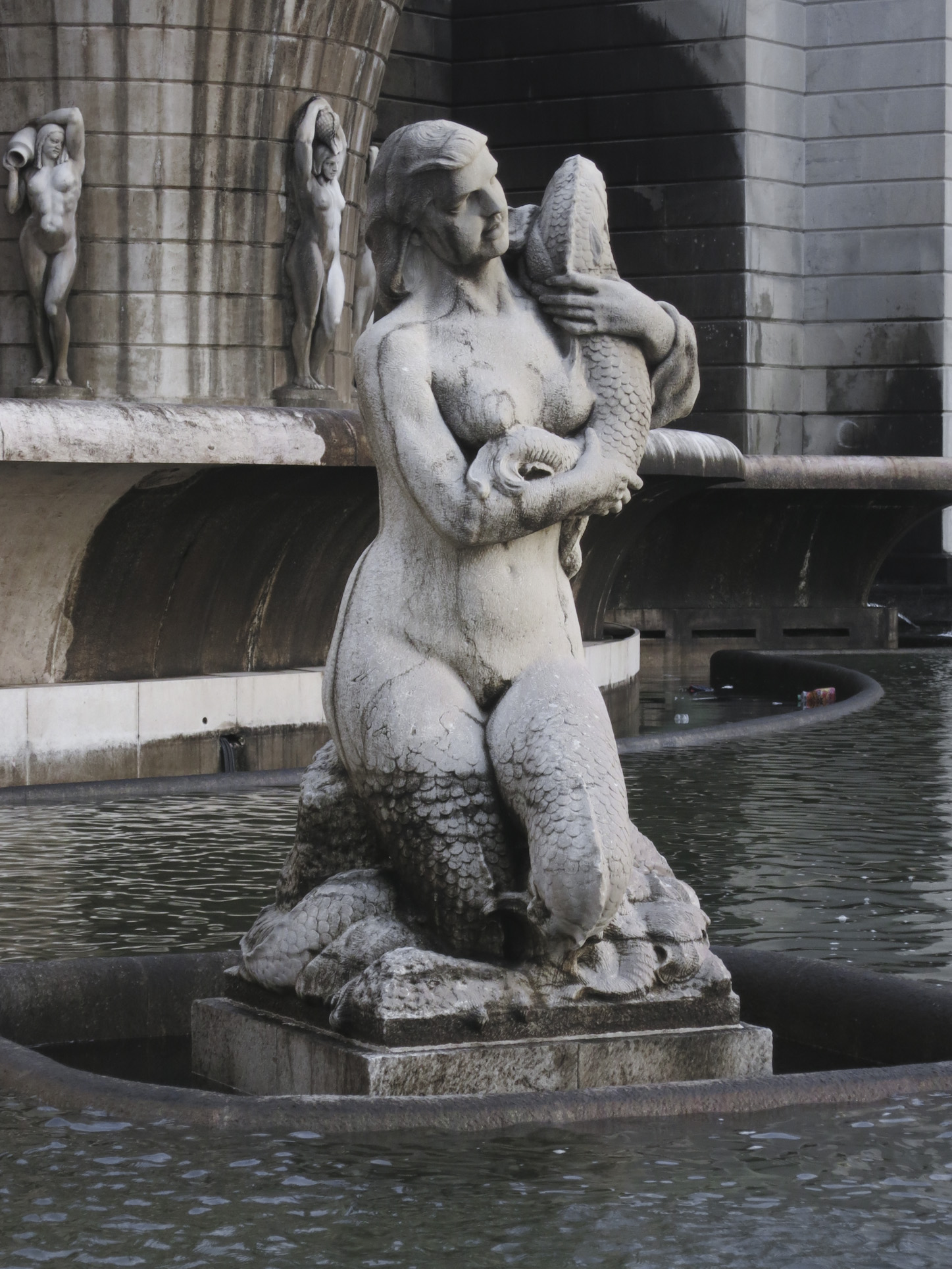
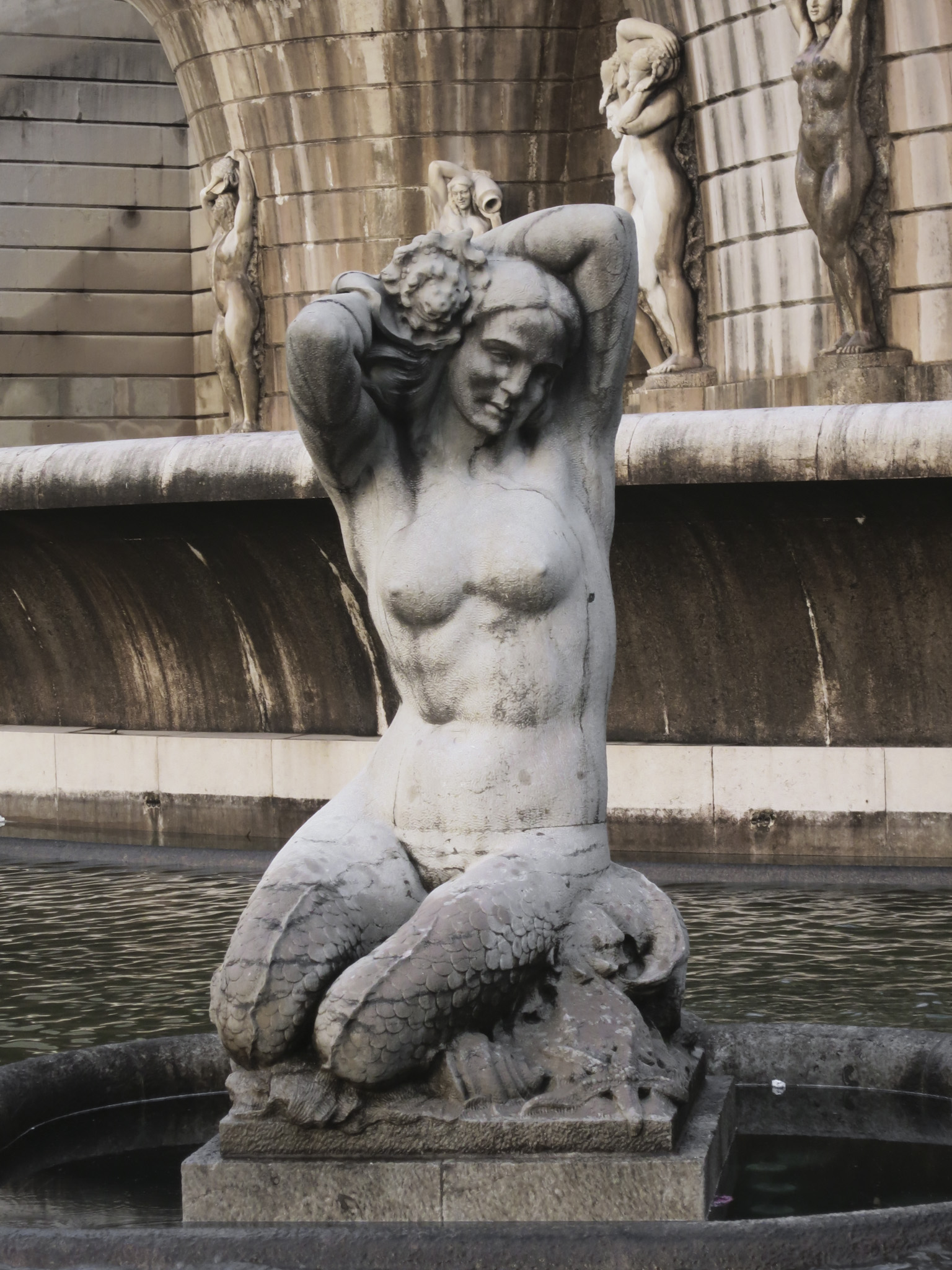

Esculturas Tágides, de Diogo de Macedo, en la Fuente Monumental, Alameda D. Afonso Henriques, Lisboa
- Ninfa
- Sereia
- Nereida
- Os Lusíadas

1. ↑  Luís de Camões, Os Lusíadas, Leitura, Prefácio e Notas de Álvaro J. Costa Pimpão, Apresentação de Aníbal Pinto de Castro, 4.a ed. - Lisboa: Ministério dos Negócios Estrangeiros. Instituto Camões, 2000, LIX, 560 p., ISBN 972-566-187-7. Nota 4.1 pags. 31-32
2. ↑  Giuseppe Marc' Antonio Baretti, A dissertation upon the Italian poetry, p.76 [google books]
3. ↑  Site www.alvarenga.net, Os Lusiadas, Canto I Archivado el 18 de junio de 2020 en Wayback Machine. [em linha]
4. ↑  Camões, Os Lusíadas, Canto 1, estrofe 4 «Copia archivada». Archivado desde el original el 27 de enero de 2012. Consultado el 2 de mayo de 2020.[em linha]

- Datos: Q10385807
- Multimedia: Tágides / Q10385807